# مضناي الحيم (ريمة)

تعديل مصدري - تعديل

مضناي الحيم(ريمة) أو قرية مضناي الحيم  هي إحدى قرى عزلة بني سعيدالواقعة ضمن مديرية الجعفرية التابعة لمحافظة ريمة، بلغ تعداد سكانها (1284) نسمة حسب تعداد اليمن لعام 2004.

## روابط خارجية
- الدليل الشامــل